# Kim Emmen
Kim Emmen (née le 21 mars 1995) est une cavalière néerlandaise de saut d'obstacles. 

## Biographie
Elle naît en 1995 aux Pays-Bas.
Elle remplace Kars Bonhof dans l'équipe néerlandaise de saut d'obstacles au championnats d'Europe de Milan en août 2023, en tant que réserviste. Elle est aussi sélectionnée pour les Jeux olympiques d'été de 2024 parmi l'équipe néerlandaise, là aussi en tant que réserviste.

## Palmarès

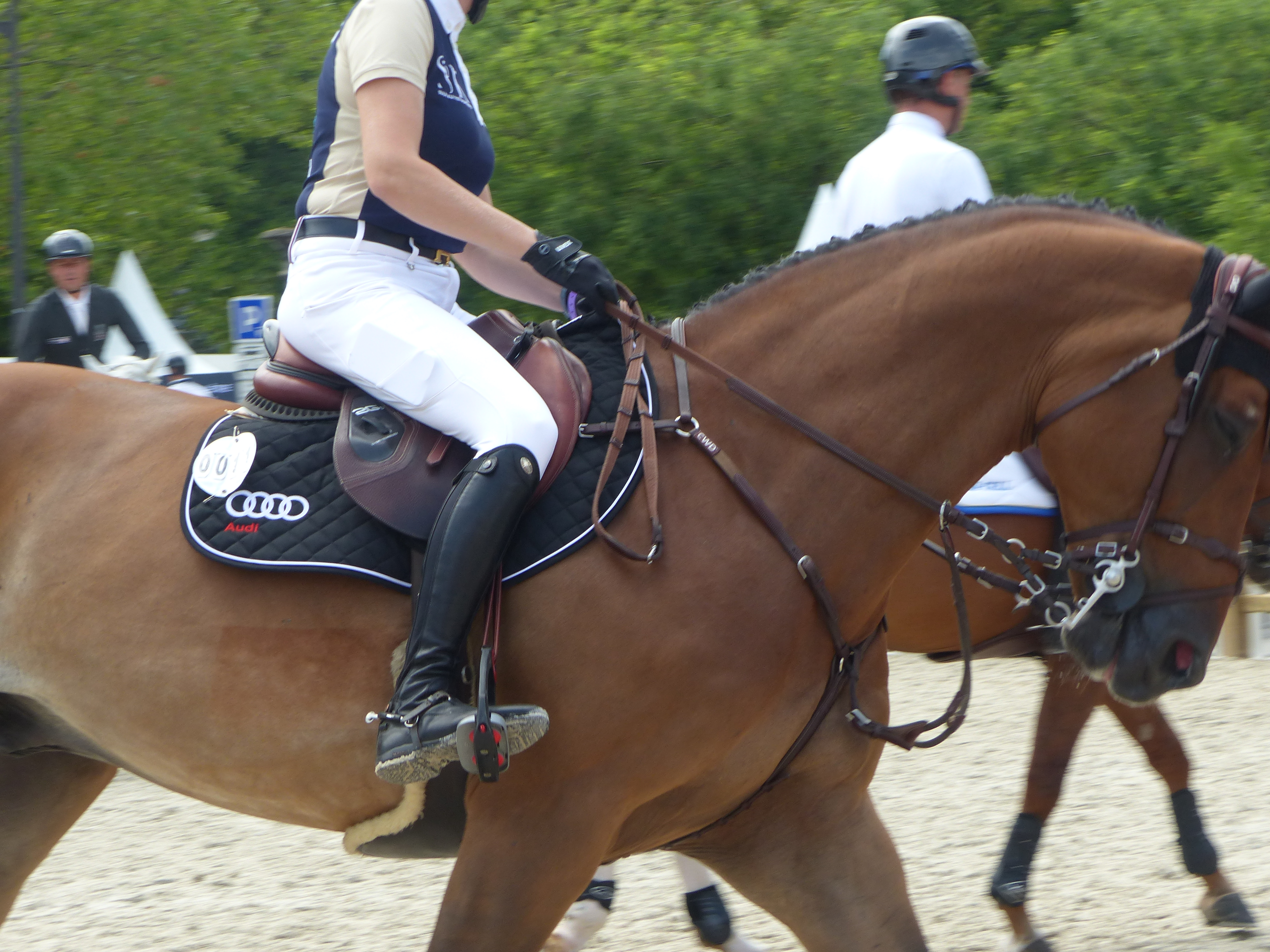
Kim Emmen pendant la détente du Paris Eiffel Jumping de 2023.

Elle rejoint le Global Champions Tour, dans l'équipe des Shanghai Swans, en 2019. En 2023 et 2024, elle fait partie de l'équipe des Cannes Stars.
- 2019 : 29e du championnat du monde de saut d'obstacles jeunes chevaux, avec Indian Gold[1]
- septembre 2020 : vainqueur d'un CSI2* de Fontainebleau à 1,45 m et d'une épreuve à 1,35 m, avec Encore[5],[6] ;
- octobre 2020 : vainqueur du Grand Prix à 1,50 m du CSI3* de Vilamoura, avec Jack van het Dennehof[7],[8],[9] ;
- juillet 2021 : vainqueur d'une épreuve à 1,45 m au CSI5* de Valkenswaard[10],[11].

## Chevaux
En octobre 2023, elle obtient le hongre Imagine, monté auparavant par le cavalier irlandais Conor Drain.